# Bijaigarh
Bijaigarh fou un antic fort avui en ruïnes a les Províncies del Nord-oest (districte de Mirzapur) a 15 km del riu Son o Soane i uns 80 km al sud de Benarés.
La fortalesa fou fundada per Sher Shah Suri al segle xvi. Al segle xviii fou ocupada pel raja chandela de Bijaigarh que la va perdre davant Balwant Singh, fundador de la casa reial de Benarés vers 1770. El 1781 el seu fill Chait Singh o Chet Singh (1770-1781), revoltat contra els britànics, es va refugiar en aquest fort (1781) però quan es va acostar el major Popham va fugir a correcuita amb tot el tresor que va poder. La seva dona i mare van restar per defensar la fortalesa, i ho van fer per un temps, però es van acabar rendint.